# 1689年ジャコバイト蜂起
1689年ジャコバイト蜂起（英語: Jacobite rising of 1689）は、イングランド王国最後のカトリック国王であるジェームズ2世および7世のイングランド王とスコットランド王復位（後に彼の息子たちの復位）を目的とした最初の蜂起。ジェームズ2世は1688年の名誉革命で議会に廃位されており、その後も彼を支持した者はジャコバイト（ジェームズのラテン語形Jacobusに由来する）と呼ばれ、ジャコバイトの政治運動はジャコバイティズム（Jacobitism）と呼ばれた。

## 背景

### 王政復古
1660年に始まったチャールズ2世の王政復古は1661年までに完成した。スコットランドはチャールズ2世の王政復古にあたって何の役割も果たさなかったが、チャールズ2世はスコットランド国教会の保護を保証した。1661年3月、スコットランド議会は1661年廃棄法で監督制を回復、主教は国王によって任命されるとし、公職に在任する者は盟約を破棄しなければならなかった。スコットランドの長老派のうち盟約を守った者は盟約者と呼ばれるようになり、牧師が礼拝を教会ではなく野外で、違法に行った。政府側の竜騎兵は野外で盟約派を探し出して逮捕し、武力で礼拝を鎮圧した。

#### 盟約派の反乱
盟約派はすぐに武装反乱を起こし、約3千人がエディンバラに向けて進軍したが1666年11月28日のラリオン・グリーンの戦いで撃破された。1679年6月1日、盟約派の軍勢が初代ダンディー子爵ジョン・グラハム率いる王党派の軍勢をドラムクロッグの戦いで撃破した。しかし、盟約派は結局1679年6月22日のボスウェル・ブリッジの戦いで敗れた。盟約派の捕虜1千人以上が鎖でつながれて、強制収容所となったグレイフライヤーズ教会に連行された。7月末までに400人が釈放されたが、残りは11月にバルバドス行きの船に乗せられた上、移送船がオークニー諸島沖で難破して多くが溺死した。

#### 殺戮時代
1680年から1688年までの時期は「殺戮時代」と呼ばれた。自身も（秘密裏ながら）カトリックだったヨーク公ジェームズ（1685年にジェームズ2世及び7世として即位）は寛容を支持しており、貿易と工業を促進しようとした。しかし、元はカトリックを対象とした刑罰法は今度は盟約派をも対象とした。ジェームズが1682年にスコットランドを離れた後、政府を後ろ盾とした恣意的な逮捕、虐待、西インド諸島への追放がさらに頻発した。1685年にはイングランドで発生したモンマス公爵ジェイムズ・スコットの反乱（モンマスの反乱）に呼応してスコットランドでアーガイルの蜂起が勃発したが失敗、首謀者の第9代アーガイル伯爵アーチボルド・キャンベルは捕虜にされて処刑された。

### 名誉革命
ジェームズ2世はすぐにネーデルラント連邦共和国のプロテスタント勢力などの反対に遭った。ジェームズ2世の娘婿ウィリアム・オブ・オレンジはイングランドとスコットランド王位を得ようとしており、名誉革命でジェームズ2世を廃位、追放して、自身はイングランド王ウィリアム3世およびスコットランド王ウィリアム2世として即位した。ウィリアム3世は監督制を支持せず、長老派教会が再び復活した。

## ジャコバイト蜂起
スコットランド北東部では監督制への支持が高く、ジェームズ7世によりダンディー子爵に叙されたジョン・グラハム・オブ・クラーヴァーハウス率いるジャコバイト派の中心地となった。ダンディーはジェームズ7世のためにエディンバラ城を保持する軍勢を徴集、続いて主にハイランダーで構成された軍勢を編成した。ダンディーの軍勢はパースシャーでヒュー・マッケイ将軍率いる新政府軍に遭遇したが、1689年7月27日のキリークランキーの戦いで新政府軍を撃破した。ジャコバイト側でもダンディー子爵自身が戦死するなど多くの損害を出した。この勝利によりジャコバイト反乱軍の望みが上がったが、ジャコバイトの軍勢5千は8月21日のダンケルドの戦いでキャメロニアン連隊の1,200人（盟約派のリチャード・キャメロンの支持者）に撃破された。戦闘の最中に政府軍の指揮官ウィリアム・クリーランドが戦死したため、ジョージ・マンロー・オブ・オーチンボウィー大尉が引き継ぎ、政府軍を勝利に導いた。ダンケルドの戦いで敗北したことで、ジャコバイト蜂起は終息した。

## その後
スコットランド人の大半は長老教会を支持したが、ウィリアム3世はイングランド国教会からスコットランドの監督制を支持するよう圧力をかけられた。その結果、長老教会はより中道的な形で設立され、監督制は廃止され、1661年以降追放された牧師で存命中の者は職を回復した。スコットランド国教会総会は1690年10月に開催されたが、1653年以来37年ぶりだった。しかし、監督制への支持が最も強いスコットランド北東部の代表180名は全員出席せず、キャメロニアン牧師3名が新制度に従ったのみだった。キャメロニアン連隊ははじめ革命を精力的に支持したが、新体制に幻滅してしまい、スコットランド国教会で多くの分離運動が行われる原因となった。
ウィリアム3世の治世を揺るがした最初の大きな危機は1692年のグレンコーの虐殺だった。この事件において、グレンコーのマクドナルド氏族の武装していない平民が政府軍に虐殺された。その理由はマクドナルドの氏族長が厳しい天候の中で山々を越えなければならず、結果的にはウィリアム3世に従うとの誓約への署名に遅れたためだった。